# Поп Василь Степанович
Василь Степанович Поп (псевдонім — В. Тисянський; 27 січня 1933, с. Рокосово, Підкарпатська Русь — 31 березня 2008, Ужгород) — український літературознавець, критик і викладач. Кандидат філологічних наук (1968). Член Національної спілки письменників України (1957).

## Життєпис

### Раннє життя
Василь Поп народився 27 січня 1933 року в селі Рокосово в Першій Чехословацькій Республіці (нині — Хустський район Закарпатської області). Закінчив Ужгородський університет у 1954 році.

### Кар'єра
До 1962 року працював педагогом, а пізніше — в Ужгородському університеті. У 1990—2000 роках був завідувачем кафедри української літератури.
У 1968 році був відзначений премією імені Дмитра Вакарова.
Упродовж трьох десятиліть керував університетською літературною студією імені Юрія Гойди, де набували досвіду Петро Скунць, Петро Мідянка, Василь Густі, Микола Матола, Дмитро Кешеля тощо.
У період з 1991 по 2005 рік перебував на посаді голови правління Закарпатської організації Національної спілки письменників України.
У 1999 році отримав премії Федора Потушняка.

## Діяльність
Василь Поп досліджував проблеми історії української літератури, питання літературних традицій і новаторства, фольклору, журналістики, українсько-угорських, українсько-чеських та українсько-словацьких літературних взаємин. Він є автором ґрунтовних праць про творчість закарпатських письменників XIX-XX століть, таких як Олександр Духнович, Юрій Гойда, Олександр Маркуш, Лука Дем'ян, Дмитро Вакаров, Федір Потушняк, Йосип Жупан, Степан Жупанин, Марко Бараблоля, Миколая Божук, Юрій Боролич та багатьох інших. Окремі праці опубліковано в перекладах іноземними мовами.

## Праці
- Струмки великої ріки : літ.-крит. нариси. Ужгород, 1961.
- Юрій Гойда : літ.-крит. нариси. К., 1963.
- Василь Фенич: життя і творчість : літ.-крит. нарис. Ужгород, 1997.
- Гори і люди: Нарис життя і творчості П. Цибульського : літ.-крит. нарис. Ужгород, 1997.
- Творчість Михайла Томчанія : літ.-крит. нарис. Ужгород, 1997.
- Юрій Мейгеш: життя і творчість : літ.-крит. нарис. Ужгород, 1997.
- Реальний і віртуальний світ Дмитра Кешелі: Нарис життя і творчості : літ.-крит. нарис. Ужгород, 2005.
- Речник духовності. Дмитро Попович: життя і творчість : літ.-крит. нарис. Ужгород, 2008.

## Нагороди
- Премія імені Дмитра Вакарова (1968)
- Премія імені Федора Потушняка (1999)